# Oprangering
Ved oprangering forstås den måde, sporbundet materiel, f.eks. jernbanevogne eller sporvogne er kombineret på i et tog. Rangering betegner processen med sammensætning af et tog, hvorimod oprangeringen er produktet af rangeringen, det færdige tog.

## Jernbanedrift
Inden for jernbanedrift opereres bl.a. med følgende enheder i oprangering af tog.
- Lokomotiv, der rummer motor og førerhus.
- Motorvogn, der ud over motor og førerrum rummer passagerafsnit.
- Styrevogn, der rummer førerrum og passagerafsnit, men ikke motor.
- Personvogn, i motorvognstog oftest benævnt mellemvogn, der alene rummer passagerafsnit.
- Godsvogn (mange forskellige typer).

Hertil kommer diverse specialvogne.
Et lokomotivtrukket persontog vil ud over lokomotivet rumme en række personvogne, i vore dage oftest med en styrevogn i togets modsatte ende, hvorved toget kan betjenes herfra, og frakobling og omløb med lokomotivet undgås.
Motorvognstog uden deciderede lokomotiver er i stigende grad fast sammenkoblede togsæt med motor-, styre- og et antal mellemvogne.
Godstog består kun af lokomotiv og et antal godsvogne, da de er unikke togløb, der opløses og omrangeres ved endestationen. Tidligere forekom, i Danmark særligt på privatbanerne, blandettog, hvor person- og godsvogne oprangeredes i samme tog.
Visse danske privatbaner har haft motorvognstog med mulighed for at medtage godsvogne, men dette anvendes nu næppe.

## Sporvejsdrift
Sporvejsdrift omfatter altovervejende passagerførende materiel, og hovedskellet er her imellem motorvogne og ikke-motoriserede vogne, såkaldte bivogne.
- En motorvogn (ikke ledvogn) uden bivogn siges at være solokørende og benævnes solomotorvogn.
- Den tidligere langt almindeligste kombination, én motorvogn og én bivogn, skelnedes ikke i dagligsproget fra det generelle begreb "sporvogn". I fagsproget er betegnelsen her et vogntog, hvilket også i dagligsprog kunne anvendes om de sjældne tilfælde med flere tilkoblede bivogne.
- Den i nutiden hyppigste sporvognstype, ledvognen, betegnes ikke som "solokørende", da denne driftsform nu er den mest almindelige. Derimod kaldes flere sammenkoblede vogne multipelkoblede eller multipelkørende.

| Jernbane | Spire Denne jernbaneartikel er en spire som bør udbygges. Du er velkommen til at hjælpe Wikipedia ved at udvide den. |